# 章熙
章熙（1506年—1575年），字堯載，號西峰，廣東潮州府海陽縣人，民籍，明朝政治人物。

## 生平
嘉靖十年（1531年）辛卯科廣東鄉試第四名舉人，二十三年（1544年）中式甲辰科會試第二百六十五名，三甲第七名進士。初授行人司行人，历任行人司副、户部员外郎兼管太仓银库，以失职贬为山东布政司照磨，遷南京國子監博士，官至廣西按察司苍梧道僉事。卒于乡，享年七十岁。

## 家族
曾祖章蕃；祖父章凱；父章廷琇。前母姚氏；母朱氏。嚴侍下。兄章煥（府同知），弟章燁、章炳。